# Anacanthella splendens
Anacanthella splendens är en tvåvingeart som beskrevs av Macquart 1855. Anacanthella splendens ingår i släktet Anacanthella och familjen vapenflugor. Inga underarter finns listade i Catalogue of Life.